# CRL 618
CRL 618, auch nach dem Entdecker der Infrarotquelle William E. Westbrook Westbrook Nebula, seltener deutsch Westbrook-Nebel, ist ein präplanetarischer Nebel.
Der Nebel wird durch einen Stern der Spektralklasse B0 geformt, welcher verdeckt im Zentrum liegt und seit etwa 200 Jahren Gase mit einer Geschwindigkeit von 200 km/s auswirft. 
Die bipolaren Ströme, etwa 24° gegenüber der Sichtlinie gekippt, bestehen überwiegend aus molekularem Gas, das in den Außenbereichen mit älteren Gaseruptionen eine Schockfront bildet. Der Zentralstern hat etwa die 12.200-fache Sonnenleuchtkraft.